# Henri Pleger
Henri Pleger (* 25. Oktober 1898 in Bettemburg; † 5. Juli 1982 in Luxemburg) war ein luxemburgischer Hoch- und Weitspringer.
Bei den Olympischen Spielen 1920 in Antwerpen schied er im Hochsprung und im Weitsprung jeweils in der Qualifikation aus.

## Persönliche Bestleistungen
- Hochsprung: 1,665 m, 1920
- Weitsprung: 6,18 m, 1920